# 張立夫
張立夫（1912年1月3日—1980年4月25日），浙江省嵊縣人，中華民國陸軍中將。歷任師長、陸軍步兵學校校長、軍長、反共救國軍指揮官兼東引守備區指揮官、國防部作戰參謀次長、陸軍軍官學校校長、總統府第二局局長。
1965年3月張立夫由時任中華民國總統蔣中正親選為陸軍軍官學校第八任校長，至1970年3月卸任 ，其五年任期是繼黃埔首任校長蔣中正後任期最長之校長。張立夫校長任內，推行「思想精神、普通學科、軍事訓練、領導統御、體能戰技」五育並重的教育方針，建設陸軍軍官學校為以「軍事主導」之一流軍事學府，振興黃埔革命傳統精神，以「鐵的紀律，愛的教育」管理學生，培育德、智、體、群兼備，文武雙全、術德兼修之現代革命軍人。

## 外部連結
- 陸官校長張立夫(上)，世界日報，2009-02-03[永久]
- 陸官校長張立夫(下)，世界日報，2009-02-04[永久]
- 張立夫將軍 親民愛民(上)，世界日報，2009-02-18[永久]
- 張立夫將軍 親民愛民(下)，世界日報，2009-02-19[永久]
- 懷念軍事教育家 張立夫（上），世界日報，2009-03-12[永久]
- 懷念軍事教育家 張立夫（下），世界日報，2009-02-13[永久]

| 前任： 艾靉 | 陸軍官校校長 第8任 1965年3月—1970年3月 | 繼任： 林初耀 |